# Enchastrayes
 Enchastrayes  es una localidad y comuna de Francia, en la región de Provenza-Alpes-Costa Azul, departamento de Alpes de Alta Provenza, en el distrito de Barcelonnette, a una altitud media sobre el nivel del mar de 1450 m en el valle del río Ubaye.

## Demografía
| 301 | 322 | 365 | 437 | 474 | 504 |
| Para los censos de 1962 a 1999 la población legal corresponde a la población sin duplicidades (Fuente: INSEE [Consultar]) |     |     |     |     |     |

## Lugares de interés
- Iglesia de Saint Pierre y Paul
- Estación de esquí "Le Sauze-Super Sauze"